# JIBS 낮 뉴스
《JIBS 낮 뉴스》(JIBS DAY NEWS)는 JIBS TV에서 매일 오후 12시 25분에 방송되었던 제주 지역 낮 뉴스 프로그램이었다.

## 방송 시간
| 방송 채널 | 방송 기간                           | 방송 시간                                                                              |
| --------- | ----------------------------------- | -------------------------------------------------------------------------------------- |
| JIBS      | 2002년 5월 31일 ~ 2003년 10월 31일  | 평일 오전 11시 20분 ~ 11시 30분 (10분)                                                 |
| JIBS      | 2005년 4월 25일 ~ 2006년 3월 24일   | 평일 오전 11시 20분 ~ 11시 30분 (10분)                                                 |
| JIBS      | 2003년 11월 3일 ~ 2005년 4월 22일   | 평일 오전 11시 10분 ~ 11시 20분 (10분)                                                 |
| JIBS      | 2006년 3월 27일 ~ 2008년 1월 11일   | 평일 오전 11시 45분 ~ 11시 55분 (10분)                                                 |
| JIBS      | 2008년 1월 14일 ~ 2008년 11월 28일  | 평일 낮 12시 15분 ~ 12시 25분 (10분)                                                   |
| JIBS      | 2008년 12월 1일 ~ 2009년 4월 24일   | 평일 낮 12시 10분 ~ 12시 30분 (20분)                                                   |
| JIBS      | 2009년 10월 5일 ~ 2012년 12월 14일  | 평일 낮 12시 10분 ~ 12시 30분 (20분)                                                   |
| JIBS      | 2012년 12월 31일 ~ 2014년 10월 24일 | 평일 낮 12시 10분 ~ 12시 30분 (20분)                                                   |
| JIBS      | 2009년 4월 27일 ~ 2009년 10월 1일   | 평일 낮 12시 35분 ~ 오후 1시 (25분)                                                    |
| JIBS      | 2012년 12월 17일 ~ 2012년 12월 28일 | 평일 낮 12시 ~ 12시 20분 (20분)                                                        |
| JIBS      | 2014년 10월 27일 ~ 2015년 7월 3일   | 평일 낮 12시 25분 ~ 12시 45분 (20분)                                                   |
| JIBS      | 2015년 11월 23일 ~ 2016년 2월 12일  | 평일 낮 12시 25분 ~ 12시 45분 (20분)                                                   |
| JIBS      | 2015년 7월 6일 ~ 2015년 11월 20일   | 평일 낮 12시 35분 ~ 12시 50분 (15분)                                                   |
| JIBS      | 2016년 2월 15일 ~ 2017년 4월 7일    | 평일 낮 12시 35분 ~ 12시 50분 (15분)                                                   |
| JIBS      | 2017년 4월 10일 ~ 2020년 1월 31일   | 평일 낮 12시 40분 ~ 12시 50분 (10분)                                                   |
| JIBS      | 2020년 2월 3일 ~ 2020년 4월 17일    | 평일 낮 12시 25분 ~ 12시 50분 (25분)                                                   |
| JIBS      | 2020년 6월 15일 ~ 2022년 4월 29일   | 평일 낮 12시 25분 ~ 12시 50분 (25분)                                                   |
| JIBS      | 2020년 4월 20일 ~ 2020년 6월 12일   | 월요일 ~ 목요일 낮 12시 25분 ~ 12시 50분 (25분) 금요일 낮 12시 20분 ~ 12시 40분 (20분) |

## 앵커
- 장성규 JIBS 아나운서 (남)

## 타이틀 변천사
| 기수 | 타이틀        | 방송 기간                         |
| ---- | ------------- | --------------------------------- |
| 1기  | JIBS 생활뉴스 | 2002년 1월 1일 ~ 2013년 12월 31일 |
| 2기  | JIBS 낮 뉴스  | 2002년 1월 1일 ~ 2013년 12월 31일 |
| 3기  | JIBS 뉴스     | 2014년 1월 1일 ~ 현재             |